# Sematophyllum secundifolium
Sematophyllum secundifolium là một loài rêu trong họ Sematophyllaceae. Loài này được (Müll. Hal.) Mitt. mô tả khoa học đầu tiên năm 1869.